# Laugø (przystanek kolejowy)
Laugø (duń. Laugø Station) – przystanek osobowy w miejscowości Helsinge, w Regionie Stołecznym, w Danii. 
Znajduje się na Gribskovbanen i jest obsługiwany przez pociągi regionalne Lokaltog.

## Linie kolejowe
- Linia Gribskovbanen